# Ahmad Hatifie
Ahmad Arash Hatifie (Oakland, 13 marzo 1986) è un calciatore statunitense naturalizzato afghano, centrocampista degli Oakland Stompers.